# Энотрия
Энотрия (греч. Οἰνωτρία, лат. Oenotria — буквально «страна, богатая виноградниками») — историческая область на примыкающем к Сицилии юго-западе Италии, известной позднее под именем Великой Греции.
По преданию была населена потомками Энотра. Во время греческой колонизации на территории Энотрии был построен город Элея. В V веке до н. э. Энотрия испытала нашествие самнитов. По версии древних авторов, Энотрия — это древнее название Италии, поскольку Итал — это царь энотров.